# Shuhei Izumi
Shuhei Izumi (和泉宗兵) (Japão, 11 de outubro de 1977), é um ator japonês.

## Filmografia

### Tokusatsu
- Madan Senki Ryukendo - (Ep 31) (TV Aichi, 2006)
- Ninpuu Sentai Hurricanger - Shurikenger (Ep 39) (TV Asahi, 2002)
- Mirai Sentai Timeranger - Domon (Tv Asahi, 2000)

### Televisão
- Akai Tsuki - (TV Tokyo, 2004)
- Getsuyo Mystery Gekijo - (TBS, 2001)

### Filmes
- Iden & Tity (2003)
- Mirai Sentai Timeranger vs. GoGo-V - Domon (2001)

## Curiosidade
- No Tokusatsu Mirai Sentai Timeranger, Shuhei foi creditado como Tomohide Koizumi.

## Ligações Externas
- Blog Oficial